# Juliette Ramel

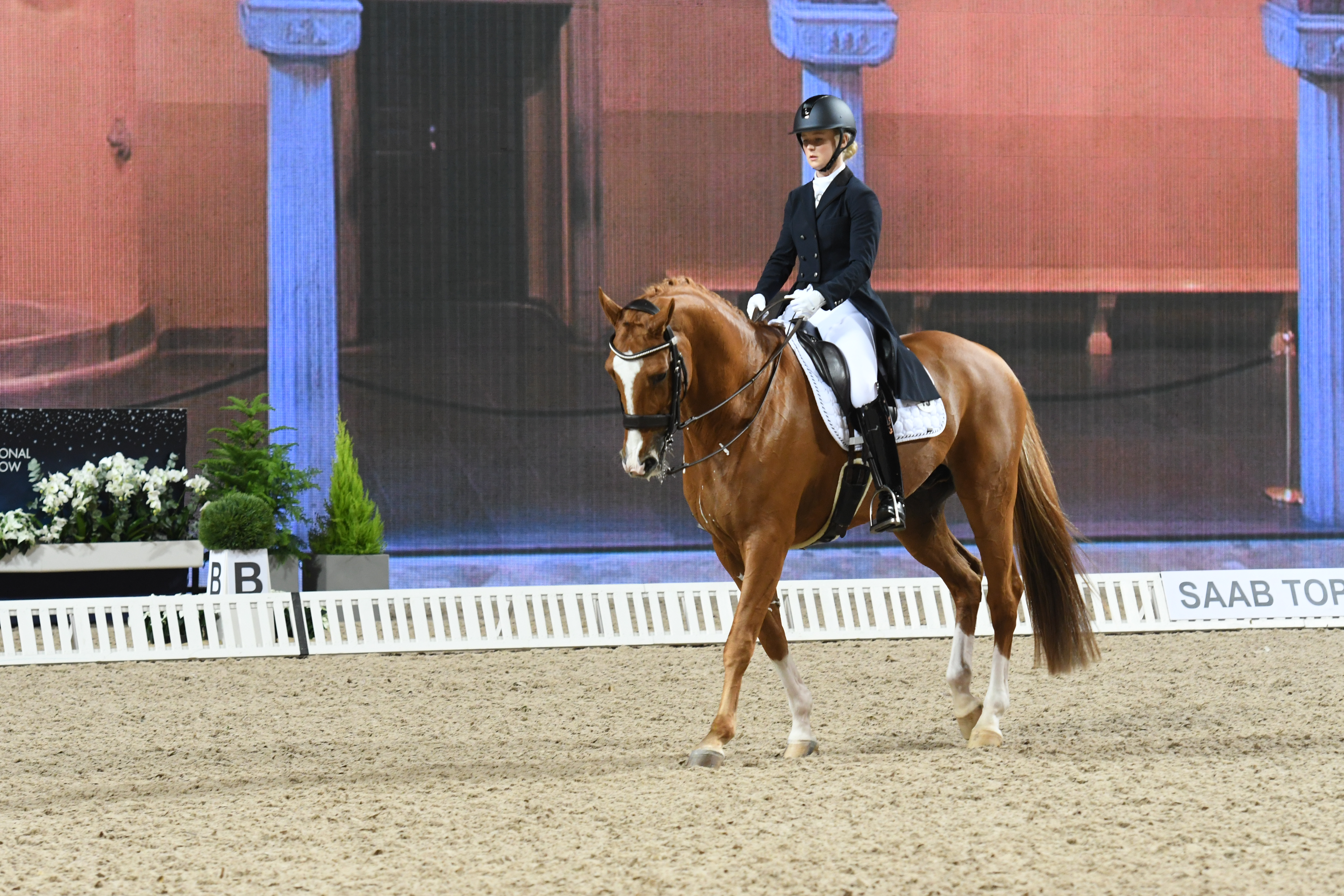
Juliette Ramel en 2018.

Juliette Ramel est une cavalière de internationale de dressage Suédoise, née le 27 octobre 1985 à Gårdstånga en Suède. Elle a notamment participé aux Jeux olympiques d'été de 2024 à Paris, aux Jeux olympiques d'été de 2020 à Tokyo et aux Jeux olympiques d'été de 2016 à Rio de Janeiro.

## Biographie
Juliette Ramel commence très tôt l'équitation. À l'âge de deux ans, elle a son premier poney un shetland. Sa sœur Antonia Ramel est aussi une cavalière de dressage et toutes deux ont fait partie de l'équipe de dressage de l'équipe suédoise aux J-O de Tokyo en 2021. Juliette à participé à trois Jeux olympiques d'été toujours avec Buriel KH. Aux J-O de Rio, elle finit 28e au dressage en individuelle et 5e par équipe. À Tokyo en 2021, elle réalise son meilleur score en terminant 9e en individuelle et 6e par équipe. À Paris, elle finit 25e et 7e par équipe.